# 타래가죽채찍말
타래가죽채찍말(학명: Ascoseira mirabilis)은 갈조류의 일종이며, 해조류이다. 타래가죽채찍말속(Ascoseira)의 유일종이자 모식종이며, 크기가 큰 유조직 대형조류의 일종으로 남극해에서 발견되는 토착종이다. 타래가죽채찍말목(Ascoseirales)에 속하는 유일종이다. 이 갈조류는 수심 3~15m 아래의 조하대에서 자란다.